# Domingos Malú
Domingos Malú (Bigene, 15 de dezembro de 1971) é um político da Guiné Bissau. Foi Ministro da Saúde, é membro do Partido da Renovação Social.

## Biografia
Mestrado em Economia e Gestão na especialidade de Análises e Avaliação dos Bens Patrimoniais e Investimentos. Desempenhou as funções do  Diretor Geral do Tribunal de Contas da Guiné-Bissau. De 2007 a 2008 foi assessor Económico do Conselheiro do Presidente do Tribunal de Contas. De 2013 a 2014 foi docente na Universidade Católica da Guiné-Bissau, ministrando a cadeira de Auditoria e Controlo de Gestão. É membro da Comissão Política do Partido da Renovação Social (PRS). Em 2014 exerceu a função do Secretário de Estado da Gestão Hospitalar. Foi Ministro da Saúde no governo liderado por Baciro Djá em 2016.